# Université de Mercer
L'université de Mercer (Mercer University), fondée en 1833, est la plus ancienne université privée de l'État de Géorgie, aux États-Unis. Son principal campus est situé à Macon (Géorgie).

## Histoire
L'université a été fondée en 1833 sous le nom de Mercer Institute par le pasteur baptiste Adiel Sherwood et la Georgia Baptist Convention à Penfield, Géorgie ,. En 1871, elle a déménagé à Macon (Géorgie) . En 2006, la Georgia Baptist Convention (Southern Baptist Convention) a mis fin à son affiliation avec elle en raison de son soutien à d’autres organisations baptistes et de la présence d’une association gay sur le campus . Pour l'année 2018-2019, elle comptait 8,740 étudiants.

## Galerie

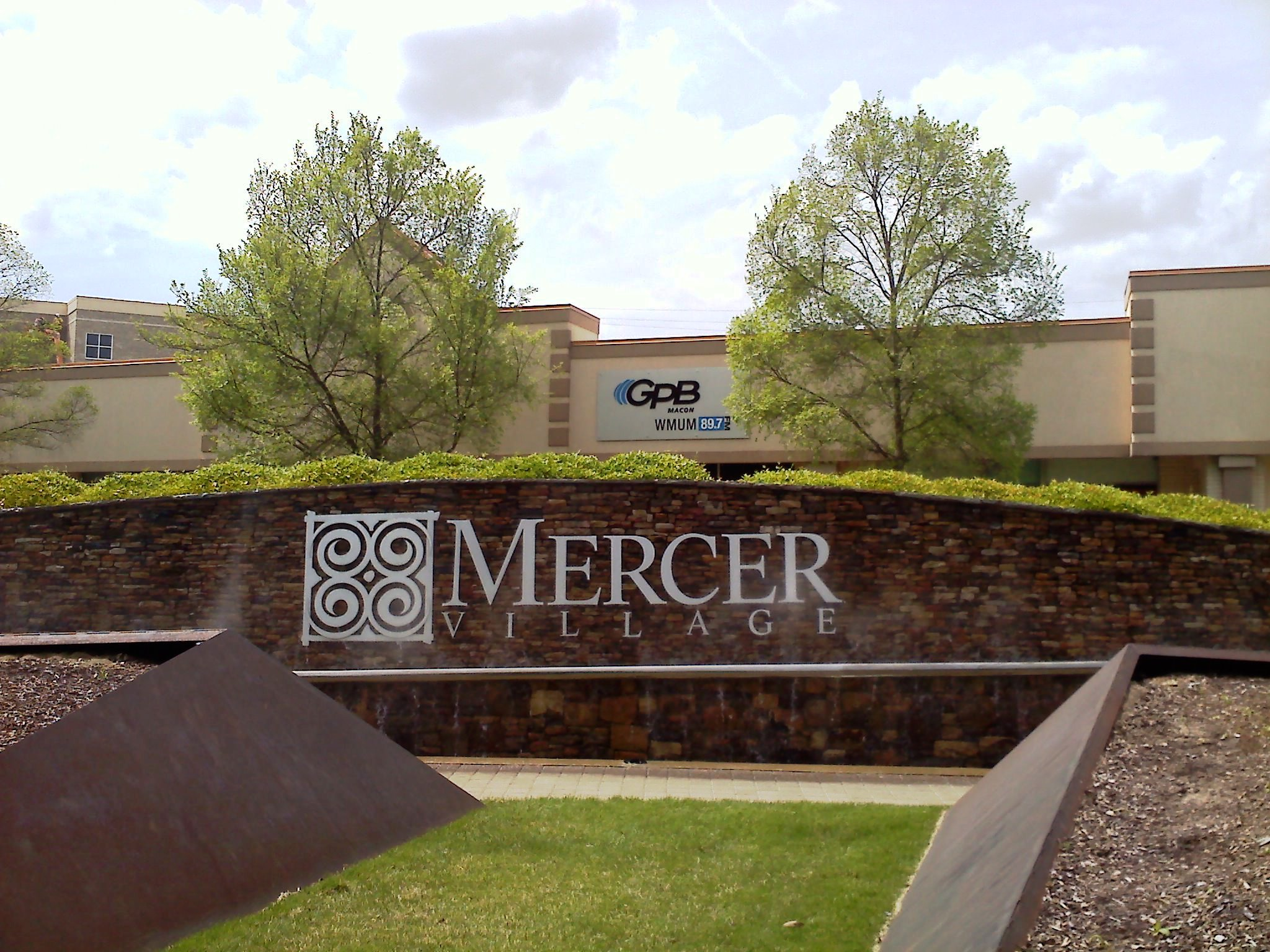
Mercer University Radio Station
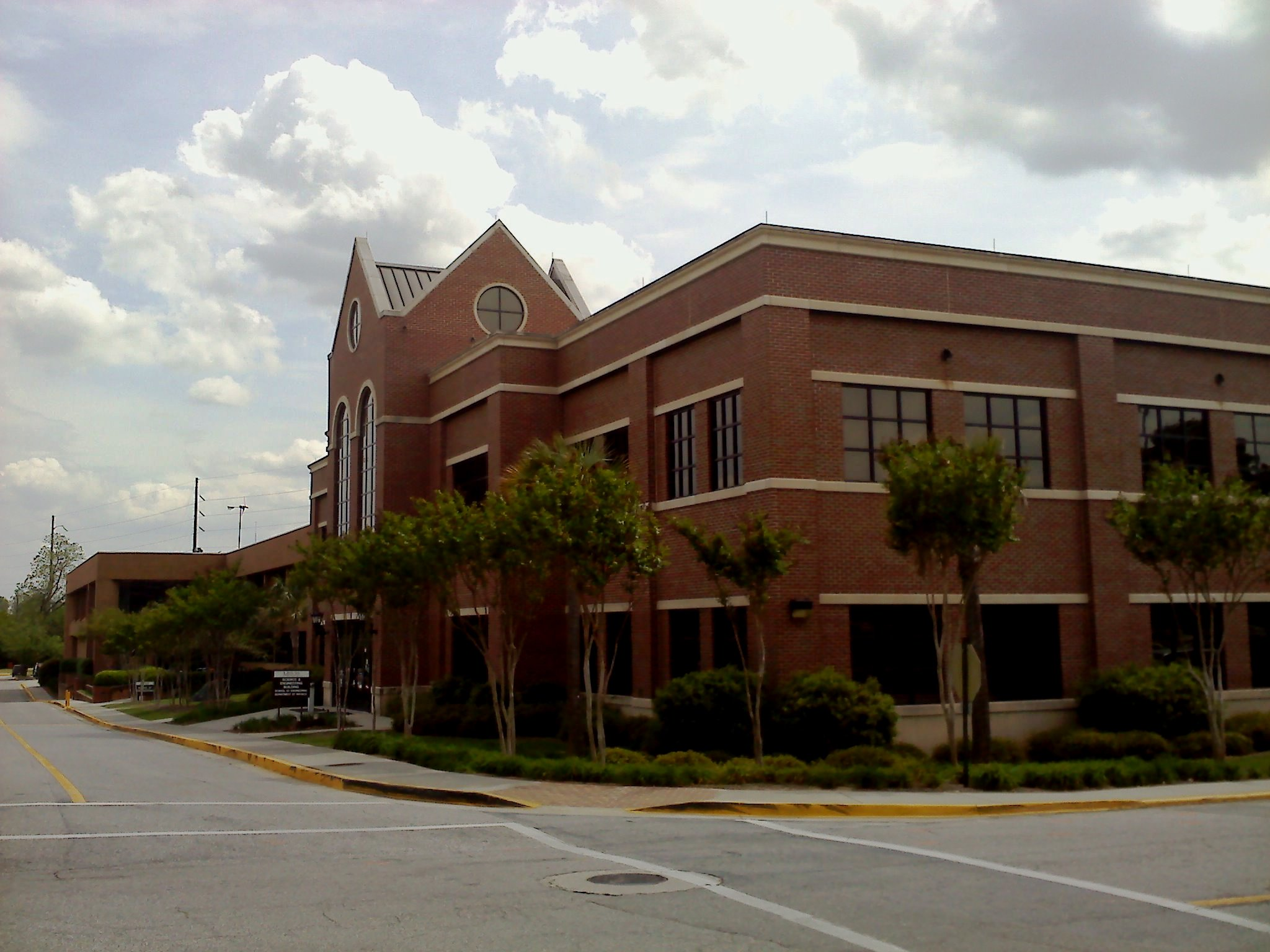
Mercer University School of Engineering
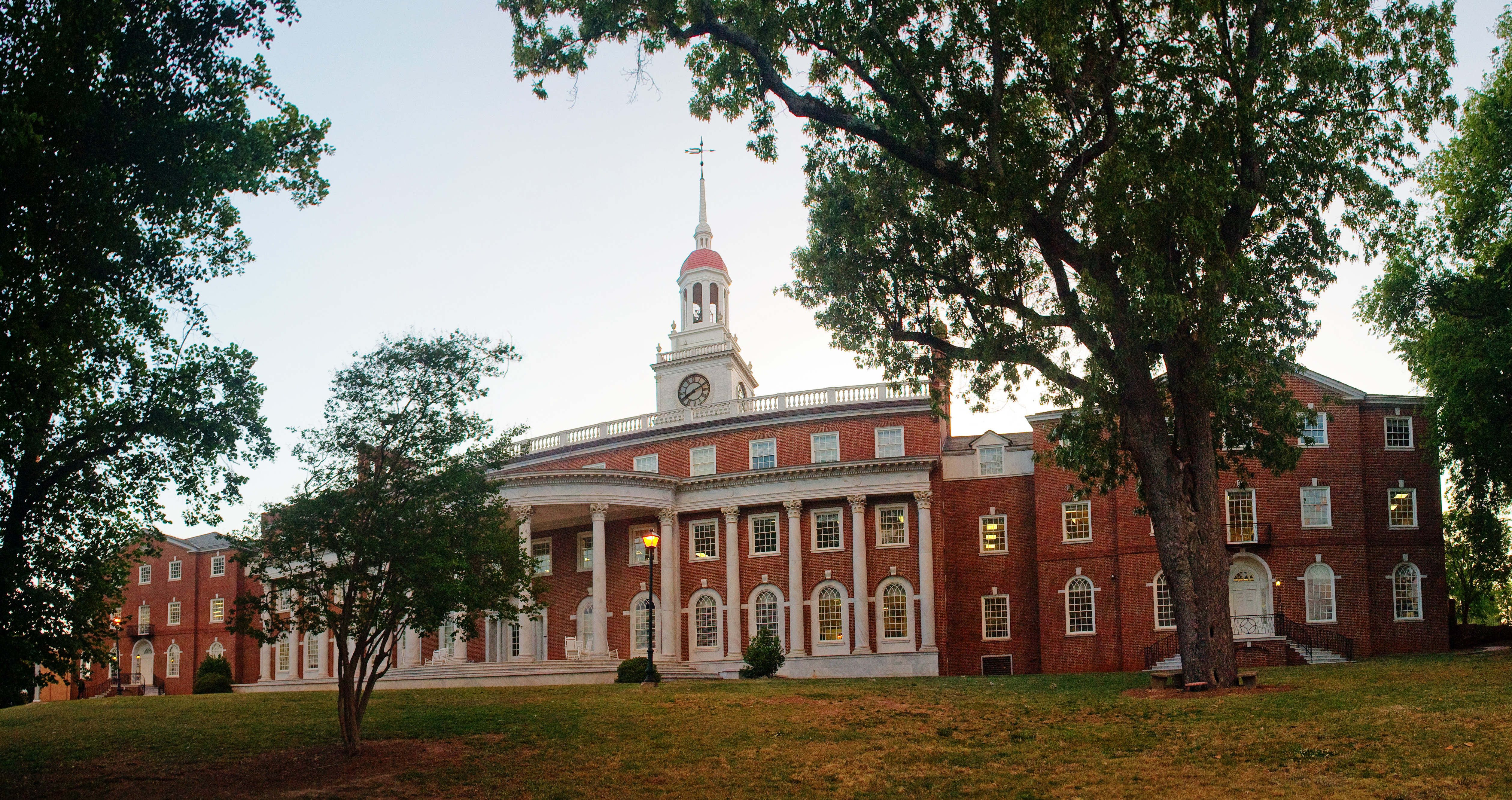
Walter F. George School of Law